# ديفيد أوستين
ديفيد أوستين (1960 - ) (بالإنجليزية: David Austen)‏ هو لاعب كريكت بريطاني.

## وصلات خارجية
- ديفيد أوستين على موقع إي آس بي آن كريك إنفو (الإنجليزية)